# AMBN
AMBN (англ. Ameloblastin) – білок, який кодується однойменним геном, розташованим у людей на короткому плечі 4-ї хромосоми.  Довжина поліпептидного ланцюга білка становить 447 амінокислот, а молекулярна маса — 48 283.
| 10         |  | 20         |  | 30         |  | 40         |  | 50         |
| ---------- |  | ---------- |  | ---------- |  | ---------- |  | ---------- |
| MSASKIPLFK |  | MKDLILILCL |  | LEMSFAVPFF |  | PQQSGTPGMA |  | SLSLETMRQL |
| GSLQRLNTLS |  | QYSRYGFGKS |  | FNSLWMHGLL |  | PPHSSLPWMR |  | PREHETQQYE |
| YSLPVHPPPL |  | PSQPSLKPQQ |  | PGLKPFLQSA |  | AATTNQATAL |  | KEALQPPIHL |
| GHLPLQEGEL |  | PLVQQQVAPS |  | DKPPKPELPG |  | VDFADPQGPS |  | LPGMDFPDPQ |
| GPSLPGLDFA |  | DPQGSTIFQI |  | ARLISHGPMP |  | QNKQSPLYPG |  | MLYVPFGANQ |
| LNAPARLGIM |  | SSEEVAGGRE |  | DPMAYGAMFP |  | GFGGMRPGFE |  | GMPHNPAMGG |
| DFTLEFDSPV |  | AATKGPENEE |  | GGAQGSPMPE |  | ANPDNLENPA |  | FLTELEPAPH |
| AGLLALPKDD |  | IPGLPRSPSG |  | KMKGLPSVTP |  | AAADPLMTPE |  | LADVYRTYDA |
| DMTTSVDFQE |  | EATMDTTMAP |  | NSLQTSMPGN |  | KAQEPEMMHD |  | AWHFQEP    |

A: Аланін

C: Цистеїн

D: Аспарагінова кислота

E: Глутамінова кислота

F: Фенілаланін

G: Гліцин

H: Гістидин

I: Ізолейцин

K: Лізин

L: Лейцин

M: Метіонін

N: Аспарагін

P: Пролін

Q: Глутамін

R: Аргінін

S: Серин

T: Треонін

V: Валін

W: Триптофан

Кодований геном білок за функцією належить до фосфопротеїнів. 
Задіяний у таких біологічних процесах як поліморфізм, альтернативний сплайсинг. 
Локалізований у позаклітинному матриксі.
Також секретований назовні.